# Island Air
Island Air (ursprünglich Princeville Airways, danach bis 1995 Aloha Island Air) war eine 1980 gegründete US-amerikanische Regionalfluggesellschaft mit Sitz in Honolulu und Basis auf dem Honolulu International Airport. Das Unternehmen hat seinen Betrieb am 10. November 2017 eingestellt.

## Geschichte

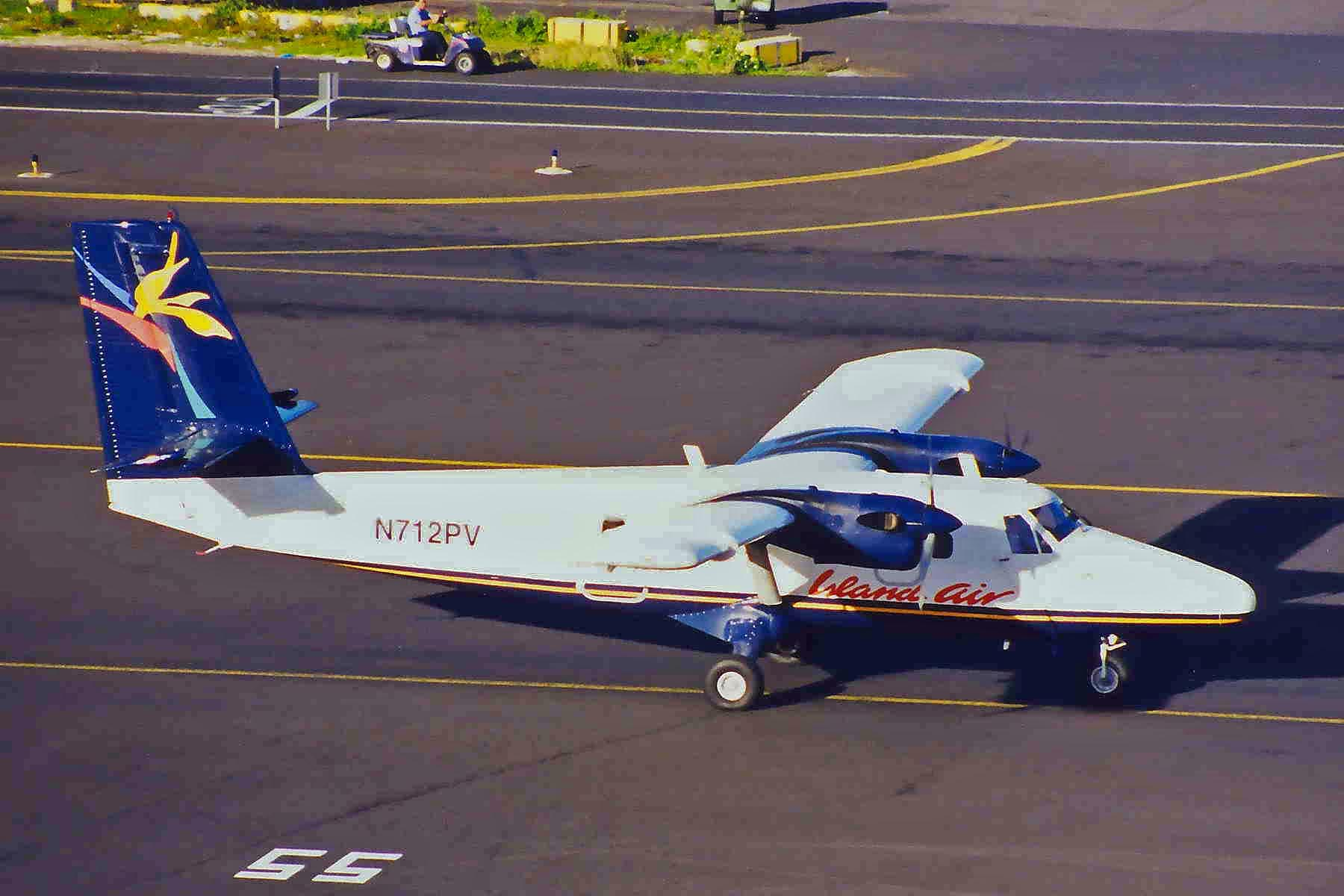
De Havilland Canada DHC-6 Twin Otter der Island Air, 1999

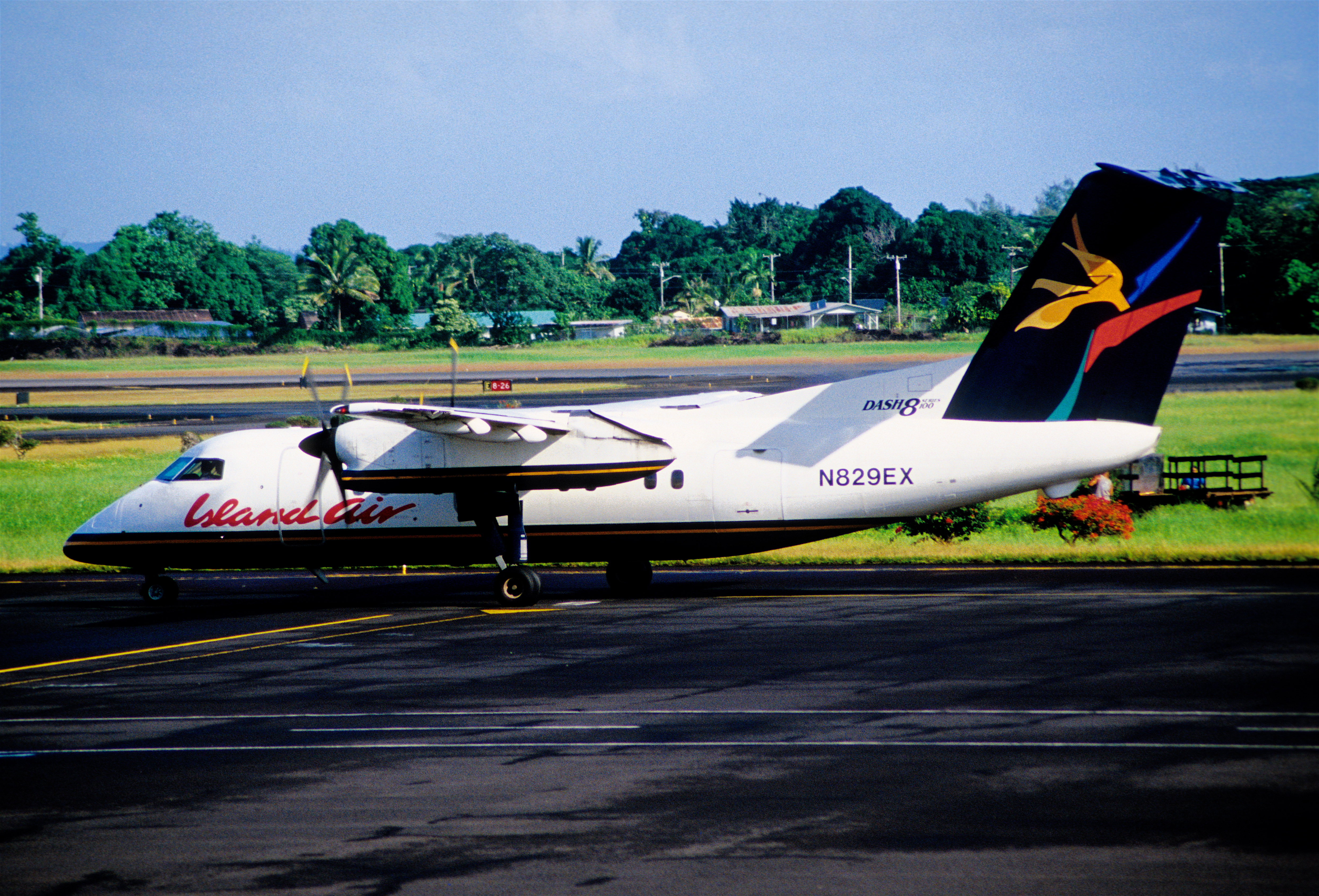
De Havilland Canada DHC-8-103 der Island Air, 2006

Die Unternehmen wurde im Jahr 1980 unter dem Namen Princeville Airways als Tochtergesellschaft des in Colorado ansässigen Konzerns Consolidated Oil and Gas gegründet. Die Aufnahme des Flugbetriebs erfolgte am 9. September 1980. Anfänglich setzte die Gesellschaft zwei De Havilland Canada DHC-6-300 Twin Otter auf Flügen vom Honolulu International Airport zum Urlaubsresort Princeville auf der Insel Kauaʻi ein. Im Frühjahr 1987 betrieb Princeville Airways vier DHC-6-300 und eine Cessna 402. Das Unternehmen wurde im Mai 1987 von der Aloha Air Group, der Dachgesellschaft der Aloha Airlines, aufgekauft und in Aloha Island Air umbenannt. In der Folgezeit führte die Gesellschaft ausschließlich regionale Linienflüge und Zubringerdienste im Auftrag ihrer Konzernschwester Aloha Airlines unter deren Flugnummern (AQ) durch.
Anfang 1990 bestand die Flotte aus acht DHC-6-300. Zu dieser Zeit beschäftige das Unternehmen 175 Mitarbeiter. Zwei geleaste Dornier 228 wurden im Jahr 1992 in Dienst gestellt, aber in Folgejahr wieder ausgemustert. Bereits ab Juni 1992 führte die Gesellschaft ihren Flugbetrieb im Außenauftritt unter der verkürzten Markenbezeichnung Island Air durch; der offizielle Name des Unternehmens wurde jedoch erst im Jahr 1995 entsprechend geändert.
Die erste De Havilland DHC-8-100 ergänzte im April 1995 die Flotte. Im März 1996 betrieb Island Air drei DHC-6-300 sowie drei DHC-8-100 und beschäftigte 240 Mitarbeiter. Nach der Übernahme von drei weiteren DHC-8-100 wurde die letzte DHC-6-300 im Jahr 2002 ausgemustert.
Im Mai 2004 erwarb die Gavarnie Holding das Unternehmen, welches zu dieser Zeit die drittgrößte hawaiianische Fluggesellschaft war. Im Zuge der Übernahme erhielt die Gesellschaft den offiziellen Namen Hawaii Island Air Inc., nutzte aber in der Folgezeit weiterhin den Markenauftritt Island Air. Die neuen Eigentümer schlossen im Juni 2004 einen Kooperationsvertrag mit Hawaiian Airlines ab, für die das Unternehmen ab August 2004 Linienflüge von Honolulu nach Hilo und Maui durchführte. Die Zusammenarbeit endete im Jahr 2012, nachdem sich die Geschäftsleitung der Island Air dazu entschieden hatte, die Regionalflüge selbst zu vermarkten. Am 22. September 2012 übernahm Island Air die erste von fünf geleasten ATR72-200, welche zuvor von Executive Airlines genutzt worden waren. Dieser Typ ersetzte bis August 2013 schrittweise die DHC-8-100.
Im Februar 2013 wurde die Gesellschaft vom Oracle-Gründer Larry Ellison aufgekauft, um Verbindungen zur Insel Lanai einzurichten, welche er im Vorjahr erworben hatte. Nachdem Island Air im Jahr 2014 einen Verlust in Höhe von rund $22 Millionen Verlust erwirtschaftet hatte, wurde sie im Januar 2016 vom Venture-Capital-Unternehmen PaCap Aviation Finance and Malama Investments übernommen. Im selben Jahr stellte die Gesellschaft fünf geleaste De Havilland DHC-8-400 in Dienst und verdoppelte ihre Flottenkapazität.
Nach weiteren Verlusten meldete Island Air am 16. Oktober 2017 Insolvenz nach Chapter 11 des US-Insolvenzrechts an und stellte am 10. November 2017 den Flugbetrieb ein. Am 14. November 2017 wurde zu Chapter 7 gewechselt und mit der Liquidierung der Gesellschaft begonnen.

## Flugziele
Island Air verband auf Hawaii die Insel Oʻahu mit Hawai'i, Maui und Kaua'i.

## Flotte

### Flotte bei Betriebseinstellung
Mitte Oktober 2017 bestand die Flotte der Island Air aus fünf ATR 72-200 und fünf De Havilland DHC-8-400. Nach Eröffnung des Insolvenzverfahrens setzte die Gesellschaft drei Dash 8 Q-400 bis zur Einstellung des Flugbetriebs am 10. November 2017 ein.

### Zuvor eingesetzte Flugzeuge
Die Gesellschaft hat im Lauf ihrer Geschichte folgende Flugzeugtypen betrieben:
- ATR 72-200 (betrieben von 2012 bis 2017)
- Cessna 402 (betrieben von ca. 1986 bis 1987)
- De Havilland Canada DHC-6-300 (betrieben von 1980 bis 2002)
- De Havilland Canada DHC-8-100 (betrieben von 1995 bis 2013)
- De Havilland Canada DHC-8-200 (2004/2005 kurzzeitig betrieben, vom Hersteller geleast)
- De Havilland DHC-8-400 (betrieben von 2016 bis 2017)
- Dornier 228 (kurzzeitig betrieben von 1992 bis 1993)

## Zwischenfälle
- Am 28. Oktober 1989 wurde eine de Havilland Canada DHC-6-300 Twin Otter der US-amerikanischen Aloha Island Air (Luftfahrzeugkennzeichen N707PV) nahe dem Ziel, dem Flughafen Molokai, in einer Höhe von nur 600 Fuß (180 Metern) in einen Berghang geflogen. Der Flug war nach Sichtflugregeln eingetragen, wurde aber in Wolken weitergeführt. Durch diesen CFIT (Controlled flight into terrain) wurden alle 20 Insassen getötet, zwei Besatzungsmitglieder und 18 Passagiere.[20]